# François Joseph Lefebvre

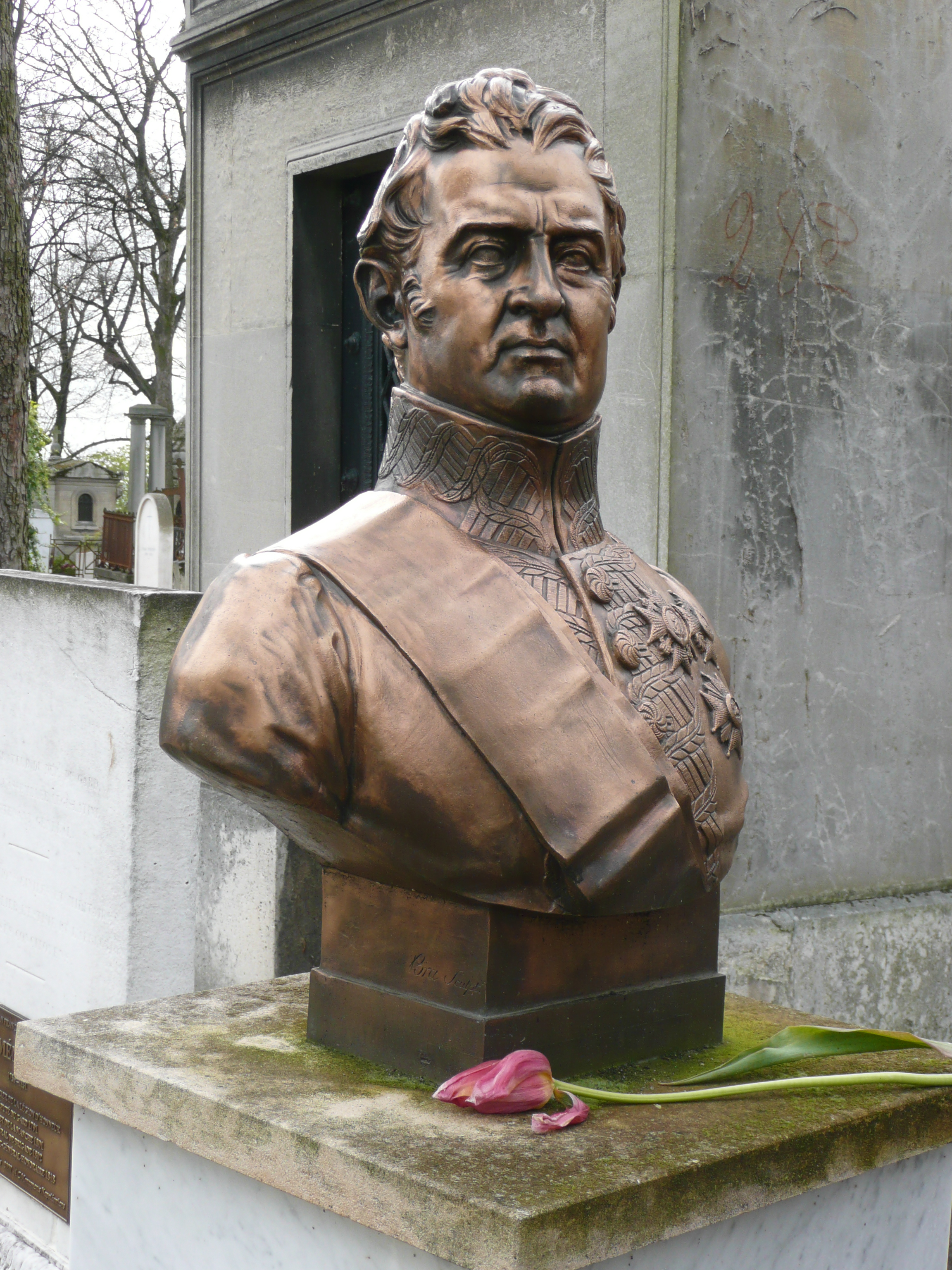
Busto de Lefebvre no cemitério do Père-Lachaise, em Paris.

François Joseph Lefebvre (Rouffach, 25 de outubro de 1755 — Paris, 14 de setembro de 1820), duque de Dánzig, Marechal do Império, foi um militar e político francês.

## Biografia
Nascido na Alsácia, o seu pai, guarda dos portões da cidade de Rouffach, morre quando ele tinha 8 anos. Um tio seu, padre, toma-o a seu cargo e orienta a sua educação destinando-o à vida eclesiástica. No entanto, aos 18 anos, a 10 de setembro de 1773, alista-se nos Gardes-Françaises, uma unidade de infantaria da Casa Militar real.
Em 1783 casa com uma lavadeira, Catherine Hubscher, que ficou conhecida como Madame Sans-Gêne (Senhora Descarada), e com a qual tem 14 filhos, dos quais 13 morrem com tenra idade.
É promovido a primeiro-sargento em 1788. Durante os tumultos de 21 de julho de 1789, em plena Revolução Francesa, mistura-se nos primeiros motins para proteger os seus oficiais da violência do povo, facilitando a sua evasão. Com o fim dos Gardes-Françaises, entra para o Batalhão des Filles-Saint-Thomas, o último defensor da família real. É ferido por duas vezes ao defender a família real. Em 1792 salva das pilhagens a Caisse d'escompte, a instituição antecessora do Banco da França.
Já no exército revolucionário, é capitão no início da guerra, em 1792. Entrou para o exército ativo a 3 de setembro de 1793. No final desse ano é promovido a general-de-brigada e a general-de-divisão em janeiro de 1794, após os combates de Lambach e Geisberg. Distingue-se em todos os combates em que participa, frequentemente na vanguarda. Está presente em todas as batalhas mais importantes do norte e sul do Reno entre 1793 e 1799. Após a morte do general Hoche, é posto no comando do Exército de Sambre-et-Meuse em setembro de 1797. Em março de 1799 comanda a vanguarda do Exército do Danúbio, às ordens de Jourdan. No mesmo ano foi o comandante das tropas de Paris que apoiaram o golpe de estado de Napoleão Bonaparte.
Proclamado senador em 1800, foi promovido a marechal em 1804. Na campanha da Alemanha, em 1806, comandou uma divisão da Guarda Armada que combateu na Batalha de Jena. Esteve depois à frente da infantaria da Guarda Imperial, à frente da qual
conquista a cidade de Dánzig em 1807, depois de um difícil cerco, feito pelo qual lhe foi outorgado o título de Duque de Dánzig (ou Dantzick, conforme ele próprio o escrevia).
Em 1808 Lefebvre participou na Guerra Peninsular, combatendo nas batalhas de Pancorbo (ou de Durango), a 31 de outubro, Espinosa de los Monteros, a 11 de novembro, e de Tudela e batido as forças britânicas em Güeñes a 7 de novembro e Balmaseda a 8. Conquista ainda as cidades de Bilbau, Santander e Segóvia, a 3 de dezembro.
Em 1809 comandou o exército bávaro em Eckmühl e em Wagram. No mesmo ano foi derrotado pelo líder nacionalista tirolês Andreas Hofer, o que provocou a sua substituição.
De 1812 a 1814 comandou a Velha Guarda da Guarda Imperial e esteve nas campanhas da Rússia, Alemanha e França.
Em 4 de junho de 1814 Luís XVIII outorgou-lhe o título de Par de França, em reconhecimento de ter votado no senado a favor da destituição de Napoleão. No entanto,  após este ter voltado para o Governo dos Cem Dias, Lefebvre passa-se para o seu lado de novo. Com a Restauração perde todas as honrarias, mas consegue manter o posto de marechal.
Em 5 de março de 1819 Luís XVIII devolve-lhe o título de Par de França.
Morre em 1820, tendo sido sepultado no cemitério do Père-Lachaise, em Paris.